# بيتر سكوت
بيتر سكوت (بالإنجليزية: Peter Scott)‏ (19 سبتمبر 1952 بليفربول في المملكة المتحدة - ) هو لاعب كرة قدم بريطاني في مركز الظهير. شارك مع منتخب أيرلندا الشمالية لكرة القدم. أما مع النوادي، فقد لعب مع نادي إيفرتون ونادي ساوثبورت ونادي يورك سيتي ونادي ألدرشوت.

## وصلات خارجية
- بيتر سكوت على موقع قاعدة بيانات كرة القدم.إي يو (الإنجليزية)